# Discovery Travel & Adventure Channel
Discovery Travel & Adventure Channel var en TV-kanal från Discovery Communications som sändes på flera ställen i världen. Som namnet antyder sände kanalen program som relaterar till resor och äventyr. Kanalen sände från nio på morgonen till tre på kvällen. I början av 2005 positionerades kanalinnehållet om man gav den ett nytt namn, Discovery Travel & Living.
I Sverige distribuerades kanalen främst digitalt via alla distributionsformer. I kabelnät fanns kanalen bland annat hos Com Hem och Canal Digital. Canal Digital distribuerade även kanalen via satellit i ett speciellt paket. Från april 2004 sände kanalen i det digitala marknätet och kunde ses med ett abonnemang från Boxer TV Access (kanalen kunde endast köpas separat).
Den främsta distributionsformen för kanalen var dock som en del av kanalen Discovery Mix som kunde ses av Com Hem:s kabel-tv-tittare (Discovery Mix kunde 2003 ses av 26 procent av TV-befolkningen, jämfört med 3 procent för Discovery Travel & Adventure Channel).